# FatCat Records
FatCat Records ist ein britisches Musiklabel mit Sitz in Brighton. Das Label veröffentlicht Musik aus diversen Genres wie Electronica, Noise und Post-Rock.

## Geschichte
Alex Knight und Dave Cawley eröffneten 1989 in Crawley, West Sussex, den Plattenladen FatCat, mit dem sie 1990 nach London umzogen. FatCat bot auch viele gesuchte Sammlerstücke an, was den Laden bald zu einem Treffpunkt der Londoner DJ-Szene machte. Durch ihre guten Kontakte zu verschiedenen Musikern ließen auch immer wieder junge Talente ihre Demos im Laden, wodurch sie erste Einblicke in die A&R-Arbeit erhielten. Um das Jahr 1997 beschlossen die beiden, FatCat als Label fortzuführen.
Die ersten Veröffentlichungen erschienen noch in Zusammenarbeit mit One Little Indian Records; seit 1998 operiert das Label unabhängig.
Einem größeren Hörerkreis wurde das Label bekannt, nachdem ab 1999 die isländischen Bands Sigur Rós und múm auf FatCat Records ihre Musik veröffentlichten. 
Von 2000 bis 2004 gab es eine Zusammenarbeit mit PIAS. Das Label zog im Frühjahr 2001 ins südenglische Brighton um. Im gleichen Jahr wurde das Sublabel 130701 gegründet, über das vor allem klassische Musik von Sylvain Chauveau, Max Richter, Hauschka und Dustin O’Halloran veröffentlicht wurde.
Im Jahr 2005 wurde ein zweites Büro in New York City eröffnet. 2011 wurde das Sublabel Palmist Records aus der Taufe gehoben.